# 米吉奈名子
米吉 奈名子（こめよし ななこ、生年月日非公表）は、元ラジオ沖縄 (ROK) のアナウンサー、ラジオパーソナリティ。

## 来歴
沖縄県八重山郡与那国町（与那国島）出身。東京でデザイナーを目指して勉強していたが、家庭の事情で沖縄へ戻ることになった。
ラジオ沖縄には好きでやっていた演劇の声楽を生かして入社し、1980年代から同局のアナウンサーを務めていた。2010年代にはアナウンサーOGのパーソナリティとして紹介される一方で、その後も現役のアナウンサーとして紹介されることがあった。

## 担当番組
- 奈名子のドリームコール[6][7]
- こちら西町ラジオ村[1]
- シネマの旅[1]
- おきなわ宵気分 いつかのラジオDAYS[3][6]（2018年3月まで[5]）